# Битва преподов
«Битва преподов» (англ. Fist Fight) — американский комедийный фильм режиссёра Ричи Кина о противостоянии двух школьных учителей, первый его полнометражный фильм. В США фильм вышел 17 февраля 2017 года, а во всём остальном мире — 16 февраля 2017 года. Трейлер появился в сети 21 сентября 2016 года.
Съёмки фильма начались 28 сентября 2015 года и завершились 23 ноября 2015 года.

## Сюжет
События происходят в школе Roosvelt High в Атланте. Близится конец учебного года, и среди преподавателей прошёл слух, что в их учебном заведении грядут сокращения, и все учителя на нервах. Между Энди Кэмпбеллом, преподавателем английского, и Роном Стриклендом, преподавателем истории, произошла ссора. Причиной были глупые шутки учеников, но ссора вышла из-под контроля и закончилась в кабинете директора. Руководитель школы не стал особенно разбираться, кто прав, кто виноват, и постановил уволить обоих. В результате двое главных героев решили окончательно выяснить отношения на кулаках на задворках школы.

## В ролях
- Чарли Дэй — Энди Кэмпбелл
- Айс Кьюб — Рон Стриклэнд
- Трэйси Морган — Кроуфорд, учитель физкультуры
- Кристина Хендрикс — мисс Монэ, преподаватель в драмкружке
- Гарсиа, Джоанна — Мэгги Кэмпбелл
- Дин Норрис — Ричард Тайлер, директор школы
- Джиллиан Белл — мисс Холи
- Деннис Хейсбёрт — Джонсон, суперинтендант
- Кумэйл Нанджиани — Мехар, охранник
- Ким Уитли — сотрудник службы 911
- Макс Карвер — Дэниел
- Чарли Карвер — Натаниель
- Стефни Уир — Сьюзи
- Отем Диал — Стефани
- Элизабет Кинер

## Съёмочная группа
- Режиссёр — Ричи Кин
- Сценаристы — Ван Робичо и Эван Сассер
- Кинопродюсеры — Дэн Коэн, Макс Гринфилд, Шон Леви, Джон Рикард
- Исполнительные продюсеры — Брюс Берман, Ричард Бренер, Сэмюэл Дж. Браун, Чарли Дей, Тоби Эммерих, Марти П. Юинг, Ice Cube, Дэйв Нойштадтер, Билли Розенберг
- Композитор — Доминик Льюис
- Кинооператор — Эрик Алан Эдвардс
- Киномонтаж — Мэттью Фройнд
- Подбор актёров — Вещь Делия
- Художник-постановщик — Крис Корнвелл
- Художник по костюмам — Денис Винтедж.

## Оценки
От кинокритиков фильм получил плохие отзывы: Rotten Tomatoes дал оценку 31 % на основе 59 отзывов от критиков (средняя оценка 3,9/10). В общем на сайте фильм имеет плохие оценки, фильму засчитан «гнилой помидор» от специалистов. Мнение Metacritic — 39/100 на основе 22 отзывов критиков. В общем на этом ресурсе от специалистов фильм получил плохие отзывы.
От рядовых зрителей фильм получил в основном смешанные отзывы: на Rotten Tomatoes 59 % со средней оценкой 3,5/5 (5 701 голос), фильму засчитан «рассыпанный попкорн», на Metacritic — 3,4/10 на основе 4 голосов, Internet Movie Database — 6,2/10 (229 голосов).

## Кассовые сборы
Во время показа на Украине, который начался 16 февраля 2016 года, в течение первой недели на фильм было продано 42 557 билетов, фильм был показан в 135 кинотеатрах и собрал 3 278 524 гривен, или же 121 015 долларов, что позволило ему занять 4-е место среди всех премьер Украины.
Во время показа в США, который начался 17 февраля 2016 года, в течение первой недели фильм был показан в 3185 кинотеатрах и собрал 12 201 873 $, что на то время позволило ему занять 5 место среди всех премьер. По состоянию на 20 февраля 2017 года показ фильма длится 4 дней (0,6 недели), собрав за это время в прокате в США 14 121 149 долларов США, а в остальном мире 1 500 000 $ (по другим данным 14 844 $), то есть всего 15 621 149 $ (по другим данным 14 135 993 $) при бюджете 20 000 000 долларов.